# Eurema nilgiriensis
Eurema nilgiriensis är en fjärilsart som beskrevs av Osamu Yata 1990. Eurema nilgiriensis ingår i släktet Eurema och familjen vitfjärilar. Inga underarter finns listade i Catalogue of Life.